# Jorge Lendeborg Jr.
Jorge David Lendeborg Jr. (Santo Domingo, 21 januari 1996) is een in de Dominicaanse Republiek geboren Amerikaans acteur.
Lendeborg Jr. werd in Santo Domingo geboren en verhuisde op vierjarige leeftijd naar Miami, Florida. Hij maakte zijn acteerdebuut in 2014 met de televisieserie Graceland. Hij is het meest bekend met rollen in de films Love, Simon (2018), Bumblebee (2018) en Alita: Battle Angel (2019).

## Filmografie

### Film
| Jaar | Titel                     | Rol                  | Opmerkingen  |
| ---- | ------------------------- | -------------------- | ------------ |
| 2016 | The Land                  | Cisco                |              |
| 2017 | Brigsby Bear              | Spencer              |              |
| 2017 | Shot                      | Miguel               |              |
| 2017 | Spider-Man: Homecoming    | Jason Ionello        |              |
| 2017 | Love, Simon               | Nick Eisner          |              |
| 2018 | Bumblebee                 | Memo                 |              |
| 2019 | Alita: Battle Angel       | Tanji                |              |
| 2019 | Spider-Man: Far From Home | Jason Ionello        |              |
| 2020 | Critical Thinking         | Oelmy 'Ito' Paniagua |              |
| 2021 | Bliss                     | Arthur Wittle        |              |
| 2021 | Boogie                    | Richie               |              |
| 2021 | Night Teeth               | Benny                |              |
| 2021 | Spider-Man: No Way Home   | Jason Ionello        | niet genoemd |

### Televisie
| Jaar | Titel                     | Rol      | Opmerkingen                      |
| ---- | ------------------------- | -------- | -------------------------------- |
| 2014 | Graceland                 | Chihuaha | afl. "Magic Number"              |
| 2019 | Wu-Tang: An American Saga | Jah Son  | 3 afleveringen                   |
| 2020 | Day by Day                | Noah     | afl. "Would You Care if I Left?" |